# 大島沙緒里
大島 沙緒里（おおしま さおり、1994年11月14日 - ）は、日本の女性総合格闘家。島根県出身。リバーサルジム新宿Me,We所属。現DEEP・DEEP JEWELSミクロ級王者。元DEEP JEWELSアトム級王者。元柔道選手。旧姓は安達（あだち）。夫は柔道家の大島優磨。双子の娘がいる。
アメリカ老舗MMAサイト・SHERDOGの女子世界アトム級ランキングで6位にランキングされている（2023年3月付）。キャリア最大順位は世界ランク2位（2022年11月）。

## 来歴

### 柔道
柔道は3歳の時に弥栄柔道教室で始めた。出雲第一中学2年の時には全国中学校柔道大会44kg級の決勝で市場中学2年の森下麻衣に0－3の判定で敗れた。3年の時には16歳以下の世界一を決める世界カデに出場して、40kg級で3位となった。
2010年に阿蘇中央高校へ進学すると、同期には後に78㎏級で世界チャンピオンとなる梅木真美、1年後輩には土井雅子がいた。2年の時には全日本ジュニアの決勝で世界ジュニアチャンピオンである大成高校2年の濵田早萌に0－3の判定で敗れて2位だった。なお、この当時は部内で色々な問題が持ち上がり、一部の生徒は他校へ転向すると、安達自身も東大阪大敬愛高校へ転向した。
2013年には東海大学へ進学すると、2年の時には全日本ジュニアの決勝で室蘭柔道連盟の堤詩保を技ありで破って優勝したが、世界ジュニア代表には選ばれなかった。4年の時には国体成年女子の部に大阪府の一員で出場して準々決勝で愛媛県と対戦すると、今大会が引退試合となる元世界チャンピオンの浅見八瑠奈に有効で勝利する金星を挙げたが、チームは敗れて5位だった。
卒業後の2017年には日本エースサポートの所属となった。2018年にはKichijoji fit名義でサンボの全日本選手権48kg級に出場して、今大会3連覇を達成した。
その一方で、24歳の時に結婚・出産を機に競技を離れた。しかし、柔道家である夫や東海大学柔道部で同級生だった本野美樹が、今も勝負の世界にいるのがうらやましく感じ、本野のプロデビュー戦を観戦後に総合格闘技転向を決意。2019年4月、女子選手の育成で指導力の高いAACCの門を叩くと、3ヶ月後のアマチュア修斗関東選手権で優勝。9月に行われた全日本アマチュア修斗選手権では、一本勝ちの連続で優勝し、総合格闘技のトレーニングを始めて僅か半年でプロ昇格。

### 修斗
2020年1月26日、PROFESSONAL SHOOTO 2020の修斗女子初代スーパーアトム級（50.0kg）王座決定トーナメント1回戦で小生由紀を相手にプロデビュー戦を行い、パウンドによる2RTKO勝ち。
2020年5月31日、PROFESSIONAL SHOOTO 2020 Vol.3の修斗女子初代スーパーアトム級王座決定トーナメント準決勝で黒部三奈と対戦し、パウンドによる3RTKO負けを喫した。

### DEEP JEWELS
2020年7月23日、DEEP JEWELS 29で欠場した川西茉夕の代役出場としてさくらと49.0kg契約で対戦し、2Rにキムラロックで一本勝ちを収めた。
2020年9月20日、DEEP 96 IMPACTのDEEPミクロ級（44.0kg）王座決定戦でにっせーと対戦し、1R小内刈りでテイクダウンし、袈裟固めからパウンドを打ちながらのアメリカーナで一本勝ちを収め、王座獲得に成功した。
2020年12月19日、DEEP JEWELS 31でパク・シウとアトム級（47.6kg）契約で対戦し、0-3の判定負けを喫した。
2021年3月7日、DEEP JEWELS 32のアトム級グランプリ1回戦で富松恵美と対戦し、1Rにキムラロックで一本勝ちを収めた。
2021年6月20日、DEEP JEWELS 33のアトム級グランプリ準決勝でパク・シウと再戦し、1Rに裏十字固めで一本勝ちを収めリベンジを果たした。続く決勝戦では青野ひかると対戦し、5-0の判定勝ちを収め、DEEP JEWELSアトム級王座を獲得した。

### RIZIN
2021年10月24日、RIZIN初出場となったRIZIN.31で浅倉カンナと49.0kg契約で対戦し、2-1の判定勝ちを収めた。アトム級世界ランク3位の浅倉カンナに勝利したことで、翌月のSHERDOGアトム級世界ランキングで世界ランク2位となった。
2022年3月12日、DEEP JEWELS 36でHIMEと49.0kg契約で対戦し、0-3の判定負けを喫した。
2022年5月9日、DEEP JEWELS 37のDEEPJEWELSアトム級タイトルマッチで挑戦者の須田萌里と対戦し、1Rにキムラロックによる一本勝ちを収め、王座の初防衛に成功した。
2022年7月2日、RIZIN.36でレスリング世界選手権3度優勝・全日本8度優勝の山本美憂と対戦。互角の勝負となり、2-1の判定勝ちを収めた。
2022年11月12日、DEEP 110 IMPACTのDEEPミクロ級タイトルマッチで挑戦者の古瀬美月と対戦し、1Rにアメリカーナによる一本勝ちを収め、王座の初防衛に成功した。
2023年2月4日、韓国・スウォンで行われたBlack Combat 5: Song of the SwordのDEEP×BLACK COMBAT対抗戦・先鋒戦でホン・イェリンと対戦し、3Rに裏十字固めで一本勝ちを収めた。
2023年6月24日、RIZIN.43でパンクラス ストロー級クイーン・オブ・パンクラシストのソルトと対戦し、1Rに首投げからVクロスアームロックで一本勝ちを収めた。
2023年9月18日、DEEP 115 IMPACT～DEEP vs BLACK COMBAT～のDEEP JEWELS&BLACK COMBATアトム級ダブルタイトルマッチでBLACK COMBATアトム級王者のパク・シユンと対戦し、0-5の判定負けを喫しBLACK COMBAT王座の獲得に失敗、DEEP JEWELS王座陥落となった。
2024年2月24日、RIZIN LANDMARK 8でクレア・ロペスと対戦し、2Rに裏十字固めで一本勝ち。この試合は当初、浜崎朱加が出場する予定だったが、浜崎が左尺骨骨幹部を骨折したことにより欠場となったため、試合の数週間前に急遽大島が代打出場することとなった。
5月26日、DEEP JEWELS 45のミクロ級ダブルタイトルマッチでDEEP JEWELSミクロ級王者村上彩と対戦し、1R TKO勝ちで王座統一。

### Invicta FC
2024年6月28日、Invicta FC 55: Bernardo vs. Rubinでアンドレッサ・ロメロと対戦し、0-3の判定負けを喫した。
2025年5月5日、DEEP 125 IMPACTでイ・イェジと対戦し0-3の判定負け。この試合よりリバーサルジム新宿Me,We所属となった。

## 人物
- ミクロ級（-44kg）が適正階級ながら、RIZIN・DEEPではアトム級（-47.6kg）やスーパーアトム級（49kg）でも試合を行っている。
- RIZINで行った浅倉カンナ戦は、2023年時点で1000万回を超える動画再生数を記録している。[試合映像 3]

## 戦績

### プロ総合格闘技
| 総合格闘技 戦績 | 総合格闘技 戦績 | 総合格闘技 戦績 | 総合格闘技 戦績 | 総合格闘技 戦績 | 総合格闘技 戦績 | 総合格闘技 戦績 |
| --------------- | --------------- | --------------- | --------------- | --------------- | --------------- | --------------- |
| 20 試合         | (T)KO           | 一本            | 判定            | その他          | 引き分け        | 無効試合        |
| 14 勝           | 2               | 9               | 3               | 0               | 0               | 0               |
| 6 敗            | 1               | 0               | 5               | 0               | 0               | 0               |

| 勝敗 | 対戦相手             | 試合結果                    | 大会名                                                                                           | 開催年月日     |
|      | 須田萌里             | 試合前                      | DEEP 127 IMPACT                                                                                  | 2025年9月15日  |
| ×    | イ・イェジ           | 5分3R終了 判定0-3           | DEEP 125 IMPACT                                                                                  | 2025年5月5日   |
| ×    | アンドレッサ・ロメロ | 5分3R終了 判定0-3           | Invicta FC 55: Bernardo vs. Rubin                                                                | 2024年6月28日  |
| ○    | 村上彩               | 1R 3:05 TKO（パウンド）     | DEEP JEWELS 45 【DEEP&DEEP JEWELSミクロ級ダブルタイトルマッチ】                                  | 2024年5月26日  |
| ○    | クレア・ロペス       | 2R 3:18 裏十字固め          | RIZIN LANDMARK 8                                                                                 | 2024年2月24日  |
| ×    | パク・シユン         | 5分3R終了 判定0-5           | DEEP 115 IMPACT〜DEEP vs BLACK COMBAT〜 【DEEP JEWELS&BLACK COMBATアトム級ダブルタイトルマッチ】 | 2023年9月18日  |
| ○    | ソルト               | 1R 1:16 Vクロスアームロック | RIZIN.43                                                                                         | 2023年6月24日  |
| ○    | ホン・イェリン       | 3R 0:59 裏十字固め          | Black Combat 5: Song of the Sword 【DEEP×BLACK COMBAT対抗戦】                                    | 2023年2月4日   |
| ○    | 古瀬美月             | 1R 1:24 アメリカーナ        | DEEP 110 IMPACT 【DEEPミクロ級タイトルマッチ】                                                   | 2022年11月12日 |
| ○    | 山本美憂             | 5分3R終了 判定2-1           | RIZIN.36                                                                                         | 2022年7月2日   |
| ○    | 須田萌里             | 1R 2:58 キムラロック        | DEEP JEWELS 37 【DEEP JEWELSアトム級タイトルマッチ】                                             | 2022年5月8日   |
| ×    | HIME                 | 5分2R終了 判定0-3           | DEEP JEWELS 36                                                                                   | 2022年3月12日  |
| ○    | 浅倉カンナ           | 5分3R終了 判定2-1           | RIZIN.31                                                                                         | 2021年10月24日 |
| ○    | 青野ひかる           | 5分3R終了 判定5-0           | DEEP JEWELS 33 【DEEP JEWELSアトム級グランプリ決勝】                                             | 2021年6月20日  |
| ○    | パク・シウ           | 1R 2:28 裏十字固め          | DEEP JEWELS 33 【DEEP JEWELSアトム級グランプリ準決勝】                                           | 2021年6月20日  |
| ○    | 富松恵美             | 1R 0:45 キムラロック        | DEEP JEWELS 32 【DEEP JEWELSアトム級グランプリ1回戦】                                            | 2021年3月7日   |
| ×    | パク・シウ           | 5分3R終了 判定0-3           | DEEP JEWELS 31                                                                                   | 2020年9月20日  |
| ○    | にっせー             | 1R 2:09 アメリカーナ        | DEEP 96 IMPACT 【DEEPミクロ級王座決定戦】                                                        | 2020年9月20日  |
| ○    | さくら               | 2R 2:10 キムラロック        | DEEP JEWELS 29                                                                                   | 2020年7月23日  |
| ×    | 黒部三奈             | 3R 1:52 TKO（パウンド）     | プロフェッショナル修斗 2020 Vol.3 【修斗女子初代スーパーアトム級王座決定トーナメント準決勝】     | 2020年5月31日  |
| ○    | 小生由紀             | 2R 3:15 TKO（パウンド）     | プロフェッショナル修斗 2020 【修斗女子初代スーパーアトム級王座決定トーナメント1回戦】            | 2020年1月26日  |

## 柔道成績
44kg級での戦績
- 2008年 - 全国中学校柔道大会 2位
- 2009年 - 世界カデ 3位（40kg級）
- 2011年 - 全日本ジュニア 2位
- 2014年 - 全日本ジュニア 優勝

48kg級での戦績
- 2014年 - 講道館杯 7位
- 2016年 - 国体 成年女子の部 5位
- 2016年 - 講道館杯 7位

(出典)。

## 獲得タイトル

### アマチュア
- 2018プーチン大統領杯第44回全日本サンボ選手権大会（48kg級）優勝・女子最優秀選手賞[35]
- 第18回関東アマチュア修斗選手権大会 女子アトム級（47.6kg以下）優勝（2019年）[36]
- 第26回全日本アマチュア修斗選手権大会 女子アトム級（47.6kg以下）優勝（2019年）[37]

### プロ
- 第2代DEEPミクロ級王座（2020年）
- 第7代DEEP JEWELSアトム級王座（2021年）
- 第3代DEEP JEWELSミクロ級王者（2024年）

### 試合映像
1. ↑  『【試合映像】浅倉カンナ vs. 大島沙緒里 / Kanna Asakura vs. Saori Oshima - RIZIN.31』RIZIN公式YouTubeチャンネル、2021年。
2. ↑  『【試合映像】大島沙緒里 vs クレア・ロペス/ Saori Oshima vs. Claire Lopez - RIZIN LANDMARK 8 in SAGA』RIZIN公式YouTubeチャンネル、2024年。
3. ↑  『【試合映像】浅倉カンナ vs. 大島沙緒里 / Kanna Asakura vs. Saori Oshima - RIZIN.31』RIZIN公式YouTubeチャンネル、2021年。

### 補足映像
1. ↑  『【番組】RIZIN CONFESSIONS #84（※番組内で試合映像。浅倉カンナと大島沙緒里による試合振り返りドキュメンタリー番組）』RIZIN公式YouTubeチャンネル、2021年。
2. ↑  『【番組】RIZIN CONFESSIONS #144（※番組内で試合映像。大島沙緒里とクレア・ロペスによる試合振り返りドキュメンタリー番組）』RIZIN公式YouTubeチャンネル、2024年。